# كاو يوندينغ
كاو يوندينغ (بالصينية: 曹赟定) (22 نوفمبر 1989 بشانغهاي في الصين - ) هو لاعب كرة قدم صيني في مركز الوسط. لعب مع شانغهاي غرينلاند شينهوا ونادي مجموعة شانغهاي الدولية للموانئ.

## روابط خارجية
- كاو يوندينغ على موقع قاعدة بيانات كرة القدم.إي يو (الإنجليزية)
- كاو يوندينغ على موقع ناشيونال فوتبول تيمز (الإنجليزية)
- كاو يوندينغ على موقع Soccerway.com (الإنجليزية)
- كاو يوندينغ على موقع اللجنة الأولمبية الصينية (الإنجليزية)